# إنترسبتور إنترتينمنت
إنترسبتور إنترتنمنت (بالإنجليزية: Interceptor Entertainment)‏ ، هي شركة دنماركية لصناعة وتطوير ألعاب الفيديو ، أسست سنة 2010م في مدينة آلبورغ الدنماركية.